# Slavek i Slavko

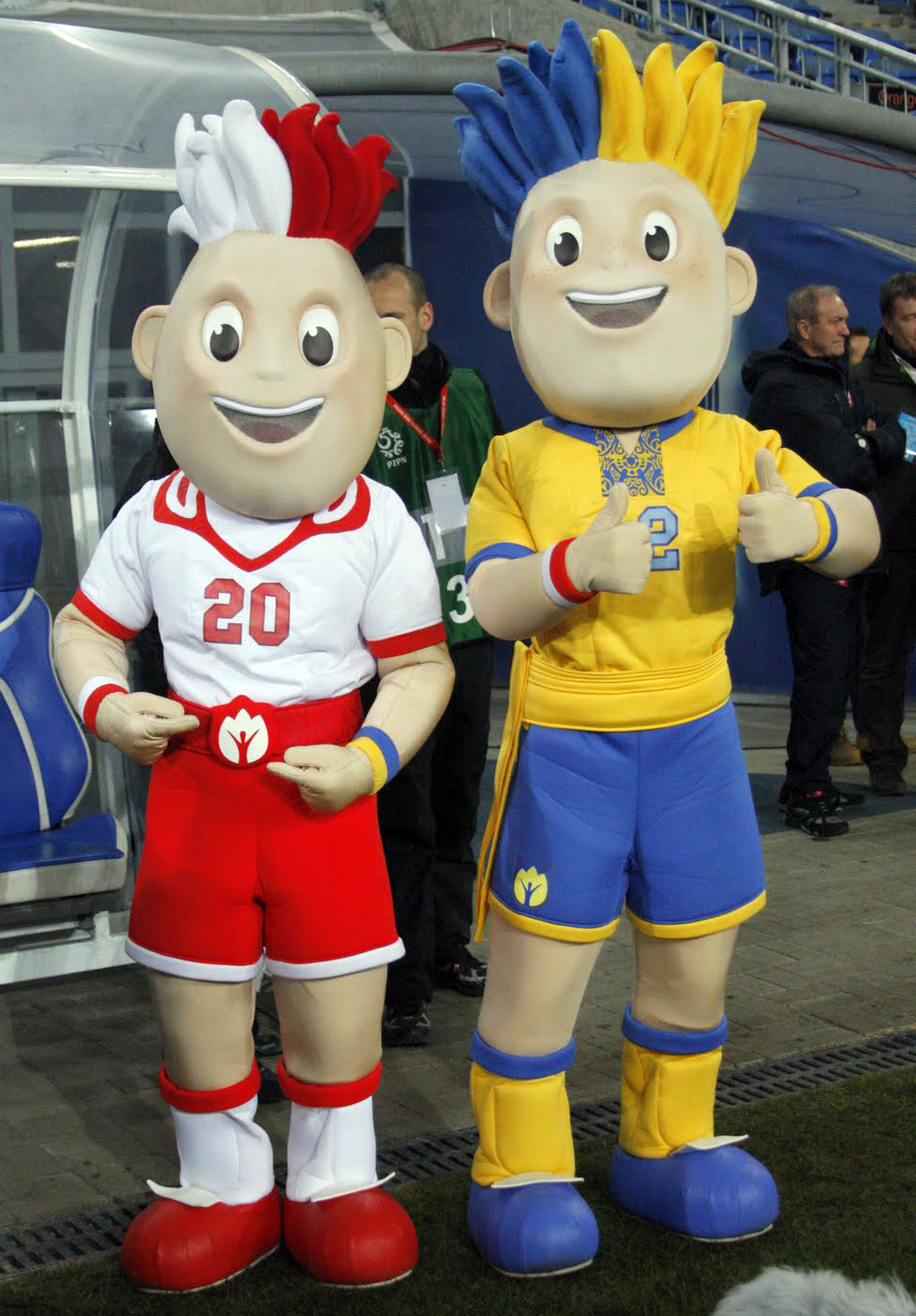
Slavek i Slavko

Slavek i Slavko – oficjalne maskotki Mistrzostw Europy w Piłce Nożnej 2012 w Polsce i na Ukrainie stworzone przez Rainbow Productions i Warner Bros.. O wyborze imion zdecydowali kibice obu krajów. W głosowaniu wzięło udział 39 233 osoby. Slavek i Slavko uzyskali 56% głosów, wyprzedzając Siemka i Strimko (29%) oraz Klemka i Ladka (15%). Wyniki głosowania zostały ogłoszone 4 grudnia 2010 roku Kijowie.
Maskotki zostały zaprezentowane po raz pierwszy 9 listopada 2010 roku w Teatrze Wielkim w Warszawie. To bliźniacy symbolizujący bliskość obu krajów – Polski i Ukrainy oraz połączenie nowoczesności z tradycją, a także mają zachęcić młodych kibiców do pogłębiania wiedzy na temat krajów organizujących turniej. Ubrani są w stroje reprezentacji Polski oraz Slavko w barwach reprezentacji Ukrainy z numerami na koszulkach (20 i 12), dające rok 2012.
Slavek i Slavko przypominają Trixa i Flixa – maskotki mistrzostw Europy 2008 w Austrii i w Szwajcarii.